# جستر هايرستون
جستر هايرستون (بالإنجليزية: Jester Hairston)‏ مواليد 9 يوليو 1901 في كارولاينا الشمالية - الوفاة 18 يناير 2000 في لوس أنجلوس، هو ممثل أمريكي بدأ مسيرته الفنية سنة 1936. امتدت مسيرته الفنية لأكثر من 63 عاما.

## الأعمال
- مفعم بالحياة
- معركة إل آلامو
- قتل طائر بريء
- في دفء الليل
- أن تكون جون مالكوفيتش
- غان سموك
- ذا فيرجينيان
- فاملي ماتتيرس

## روابط خارجية
- جستر هايرستون على موقع IMDb (الإنجليزية)
- جستر هايرستون على موقع ميوزك برينز (الإنجليزية)
- جستر هايرستون على موقع قاعدة بيانات برودواي على الإنترنت (الإنجليزية)
- جستر هايرستون على موقع أول ميوزيك (الإنجليزية)
- جستر هايرستون على موقع ديسكوغز (الإنجليزية)
- جستر هايرستون على موقع قاعدة بيانات الفيلم (الإنجليزية)